# Дедиње (Косовска Митровица)
Дедиње (алб. Dedi) је насеље у општини Косовска Митровица, Косово и Метохија, Република Србија. Према попису из 2011. године ово место је било ненасељено. Након 1999. село је познато и као Дедај (алб. Dedaj).

## Географија
Село је источно од Батаира, у подножју Раздољева, у средњем току Мађерске – Дедињске реке. У међама села су: потоци Маково и Черта, Голо брдо, Бистрица, Веља чука, поток Денковац, Жарково осоје, Боћово брдо и Топола.

## Историја
Пре доласка Албанаца из Малесије средином 18 века, у селу су живели само Срби. Под притиском придошлих Албанаца, Срби се селе на север. Око Карађорђевог устанка иселили су се у Церању, прво у Слатину, преци Митића – Јовановића „Трњонаца“.

## Демографија
Према проценама из 2009. године које су коришћене за попис на Косову 2011. године, ово место је ненасељено
| Година       | 1948 | 1953 | 1961 | 1971 | 1981 | 1991 | 2011 |
| ------------ | ---- | ---- | ---- | ---- | ---- | ---- | ---- |
| Становништво | 236  | 286  | 339  | 403  | 324  | 360  | 0    |

|  |